# 렌 메트로
렌 메트로(프랑스어: Métro de Rennes)는 프랑스 렌 시와 그 주변 지역에 운행하는 도시 철도 체계이다.
2002년에 A노선이 개업하고 2022년에 B노선이 개업한 이래로 2022년 현재 2개의 노선이 운영 중이다.

## 같이 보기
- 의정부 경전철